# ليزا هوارد (ممثلة أمريكية)
ليزا هوارد (بالإنجليزية: Lisa Howard)‏ هي صحفية وممثلة أمريكية، ولدت في 24 أبريل 1926 في كامبردج في الولايات المتحدة، وتوفيت في 4 يوليو 1965 في قرية إيست هامبتون في الولايات المتحدة.

## وصلات خارجية
- ليزا هوارد على موقع IMDb (الإنجليزية)
- ليزا هوارد على موقع قاعدة بيانات الفيلم (الإنجليزية)